# 国際哲学オリンピック

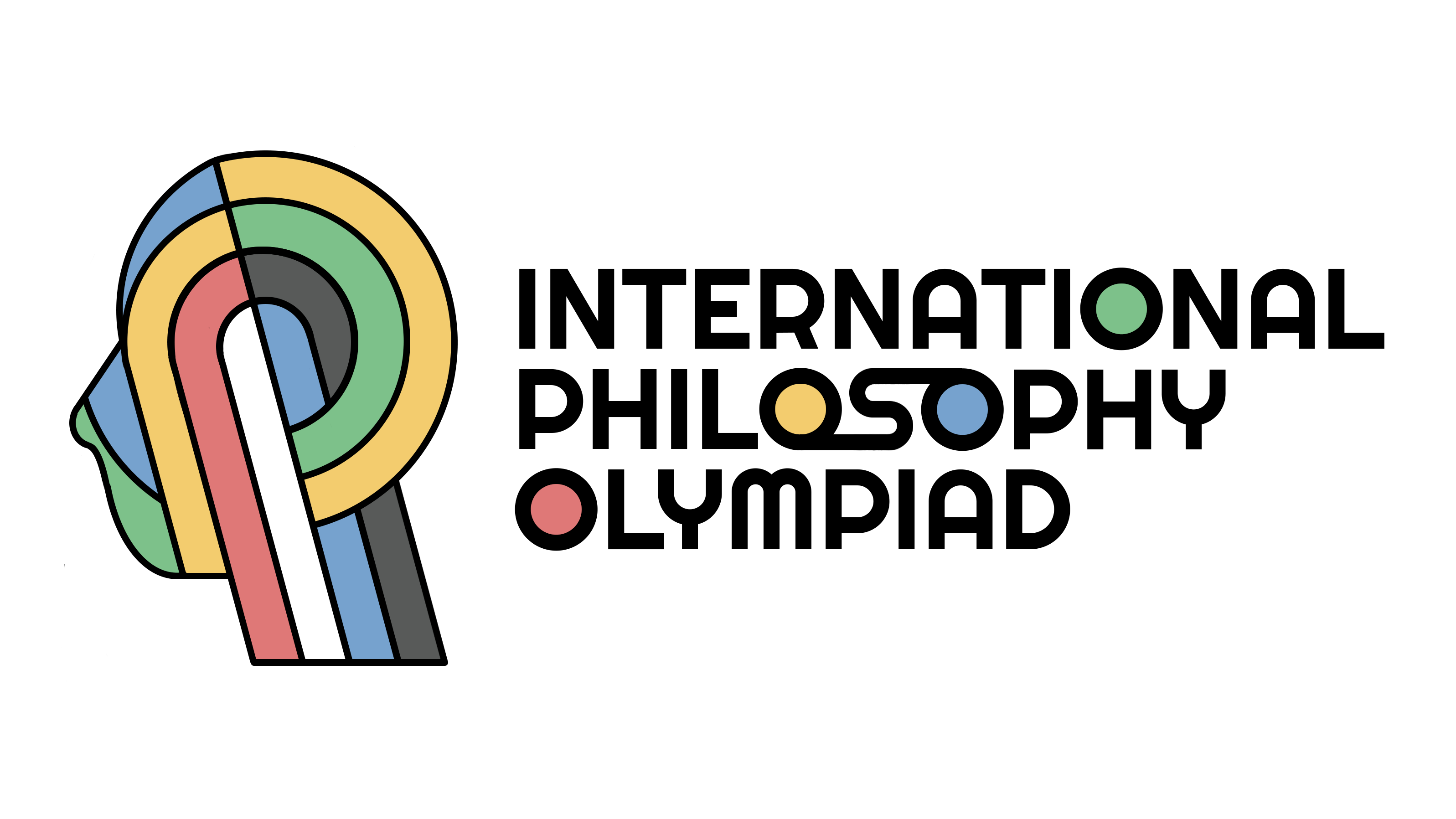
国際哲学オリンピックのロゴ

国際哲学オリンピック（こくさいてつがくオリンピック、英: International Philosophy Olympiad, IPO）は、1993年に6カ国を代表する6人の高校・大学の哲学教師が協力して始めた、中学生・高校生のための哲学エッセー・コンテストである。参加国が交替で会場を引き受け、毎年5月に実施する。各参加国は国内予選を経て、中学生・高校生二人を代表として国際哲学オリンピックに派遣することができる（ホスト国に限り、10人の中学生・高校生を出場させることができる）。国際哲学オリンピックは哲学教育に取り組む国際哲学協会連盟（Fédération Internationale des Sociétés de Philosophie, FISP）の後援を受け、ユネスコの協賛で開催している。
代表として出場する中学生・高校生は、各国の委員会が提出する課題のうち、FISPが選んだ四つの課題から一題を選択して、制限時間4時間以内に、哲学エッセーを書く。使用する言語は、英語・ドイツ語・フランス語・スペイン語のうち、自分の母語以外のものを選ぶ。最近では代表の9割程度が英語でエッセーを書いている。大会では紙の辞書は持ち込み可能である。エッセーは執筆者を伏せた匿名の状態で審査委員によって厳密に審査され、審査が終了した段階で各エッセーの執筆者が明らかとなり、金、銀、銅メダルの受賞者がきまる。
参加国数は年々増加していて、2019年のイタリア大会では50か国であった。日本は2001年の第9回アメリカ大会以来毎年参加している。2002年の第10回日本大会は、日本のIPO組織委員会が主催者となり、東京の国際連合大学を会場として実施した。

## 日本予選
日本からは二人が国際哲学オリンピックに出場する。予選は2段階で開催されている。

### 日本倫理・哲学グランプリ
日本における最初の予選は日本倫理・哲学グランプリという名称で開催されている。2011年までは全国高校哲学エッセイコンクールという名称だった。
毎年、4つほどのテーマが事務局から発表される。参加者はそこから一つを選んで、A4用紙に日本語で4000字程度のエッセイを書く。書いたエッセイを日本倫理・哲学グランプリのホームページから送信もしくは郵送する。
提出されたエッセイの中から金賞1名（1万円図書カード）、銀賞3名（5千円図書カード）、銅賞5名（3千円図書カード）、奨励賞（2千円図書カード）が選ばれる。

### 国際哲学オリンピック選考会
日本倫理・哲学グランプリ入賞者を対象に国際哲学オリンピック選考会が開催される。こちらは日本倫理・哲学グランプリとは異なり英語でエッセイを書く。選考会の上位2名がグランプリおよび準グランプリとなり国際哲学オリンピックに派遣される。

## 年次
|        | 開催年 | 開催された国   | 開催地               | リンク |
| ------ | ------ | -------------- | -------------------- | ------ |
| 第1回  | 1993年 | ブルガリア     | スモリャン           | -      |
| 第2回  | 1994年 | ブルガリア     | ペトリチ             | -      |
| 第3回  | 1995年 | ブルガリア     | スタラ・ザゴラ       | -      |
| 第4回  | 1996年 | トルコ         | イスタンブール       | -      |
| 第5回  | 1997年 | ポーランド     | ワルシャワ           | -      |
| 第6回  | 1998年 | ルーマニア     | ブラショフ           | -      |
| 第7回  | 1999年 | ハンガリー     | ブダペスト           | -      |
| 第8回  | 2000年 | ドイツ         | ミュンスター         | -      |
| 第9回  | 2001年 | アメリカ合衆国 | フィラデルフィア     | -      |
| 第10回 | 2002年 | 日本           | 東京（国際連合大学） | -      |
| 第11回 | 2003年 | アルゼンチン   | ブエノス・アイレス   | -      |
| 第12回 | 2004年 | 韓国           | ソウル               | -      |
| 第13回 | 2005年 | ポーランド     | ワルシャワ           | -      |
| 第14回 | 2006年 | イタリア       | コゼンツァ           | -      |
| 第15回 | 2007年 | トルコ         | アンタルヤ           | -      |
| 第16回 | 2008年 | ルーマニア     | ヤシ                 | -      |
| 第17回 | 2009年 | フィンランド   | ヘルシンキ           | -      |
| 第18回 | 2010年 | ギリシャ       | アテネ               | -      |
| 第19回 | 2011年 | オーストラリア | ウイーン             | -      |
| 第20回 | 2012年 | ノルウェー     | オスロ               | -      |
| 第21回 | 2013年 | デンマーク     | オーデンセ           | -      |
| 第22回 | 2014年 | リトアニア     | ヴィリニュス         | -      |
| 第23回 | 2015年 | エストニア     | タルトゥ             | -      |
| 第24回 | 2016年 | ベルギー       | ヘント               | -      |
| 第25回 | 2017年 | オランダ       | ロッテルダム         | -      |
| 第26回 | 2018年 | モンテネグロ   | バール               | -      |
| 第27回 | 2019年 | イタリア       | ローマ               | -      |
| 第28回 | 2020年 | スロベニア     | リュブリャナ         | -      |
| 第29回 | 2021年 | スロベニア     | リュブリャナ         | -      |
| 第30回 | 2022年 | ポルトガル     | リスボン             | -      |
| 第31回 | 2023年 | ギリシャ       | オリンピア           | -      |

新型コロナウイルスのため、2020年と2021年はオンライン開催だった。

### 日本の成績
- 2001年～2006年までメダルなし
- 2007年　奨励賞1
- 2008年～2013年までメダルなし
- 2014年　奨励賞1
- 2015年　なし
- 2016年　奨励賞1
- 2017年　なし
- 2018年　銅1[3]
- 2019年　銅1奨励賞1[4]
- 2020年　奨励賞1[5]
- 2021年　銀1[6]
- 2022年　奨励賞1[7]

他の国際科学オリンピックは半数近くがメダルを貰えるが、国際哲学オリンピックはメダルを貰えるのは1割程度で、国際哲学オリンピックの銅メダル以上が、他の国際科学オリンピックの金メダルに相当する。
日本人の銅メダル以上の受賞者
- 石川賀之（広島学院高等学校/アドリアティック・カレッジ）2018年 銅
- 八橋嶺（アメリカンスクール・イン・ジャパン）2019年 銅
- 黒田凛（広尾学園高等学校卒）2021年 銀

## 参照
1. ↑  日本倫理・哲学グランプリ
2. ↑  PDE Inter-Universityニューズレター：第33号 ：： 第十回 国際哲学オリンピアード | 敬和学園大学
3. ↑  梶谷真司　邂逅の記録95　国際哲学オリンピック 2018 in Montenegro, Bar（1） | Blog | University of Tokyo Center for Philosophy
4. ↑  【報告】2019年国際哲学オリンピック参加記 | Blog | University of Tokyo Center for Philosophy
5. ↑  梶谷真司　邂逅の記録110　オンライン国際哲学オリンピックという快挙！　 | Blog | University of Tokyo Center for Philosophy
6. ↑  梶谷真司　邂逅の記録117　「2回目のオンライン国際哲学オリンピック～日本人初の銀メダル！」 | Blog | University of Tokyo Center for Philosophy
7. ↑  梶谷真司　邂逅の記録124 3年ぶりのIPO～国際哲学オリンピック in リスボン | Blog | University of Tokyo Center for Philosophy